# Panchlora minor
Panchlora minor är en kackerlacksart som beskrevs av Henri de Saussure och Leo Zehntner 1893.
Panchlora minor ingår i släktet Panchlora och familjen jättekackerlackor. Artens utbredningsområde är Panama. Inga underarter finns listade i Catalogue of Life.